# بودجه‌بندی برنامه‌ای
بودجه‌ریزی برنامه‌ای، که توسط رئیس‌جمهور ایالات متحده، لیندون جانسون، گسترش یافت، یک سیستم بودجه‌بندی است که برخلاف بودجه‌بندی‌های مرسوم، هزینه‌های دقیق هر فعالیت یا برنامه‌ای را که قرار است با بودجه مشخص انجام شود، شرح داده و ارائه می‌دهد. برای مثال، نتایج مورد انتظار در یک برنامهٔ پیشنهادی به‌طور کامل، همراه با منابع لازم، مواد اولیه، تجهیزات و هزینه‌های کارکنان آن شرح داده می‌شود. مجموع تمام فعالیت‌ها یا برنامه‌ها، بودجهٔ برنامه‌ای را تشکیل می‌دهد؛ بنابراین، هنگام بررسی بودجهٔ برنامه، می‌توان به راحتی و با جزئیات قابل توجهی فهمید که دقیقاً چه کاری انجام خواهد شد، با چه هزینه‌ای و با چه نتایج مورد انتظاری.